# 祖國和平統一委員會
祖國和平統一委員會（朝鲜语：／），簡稱祖平統，是朝鮮民主主義人民共和國負責朝鮮半島南北關係及对大韓民國事務的主要機構之一。名义上隶属于朝鲜内阁，实际上隶属于朝鲜劳动党统一战线部。祖國和平統一委員會運營有「我們民族之間」网站和「統一的回聲」廣播電台。2024年1月15日，最高人民會議决议解散祖國和平統一委員會。

## 沿革
祖國和平統一委員會成立於韓國四一九革命之後的1961年5月13日，由洪命熹任首任委員長。其中，朝鮮勞動黨中央書記局及統一戰線部主要負責北南對話、海外僑胞以及對南宣傳，為便於公開操作，特設祖國和平統一委員會以分擔部分職能；祖國和平統一委員會實際成為朝鮮勞動黨处理北南关系的專職機構。

### 解散
2023年12月，朝鮮勞動黨八屆九中全會落幕，朝鮮勞動黨總書記金正恩將南韓定調爲「北韓最敵對國家」之後。朝鮮中央通訊社報導北韓在2024年1月12日開始轉變對南韓的政策方針，並開始清理原先用於改善兩韓關係和實現兩韓和平統一的机构。祖國和平統一委員會運營的網站自2024年開始均開始將涉及兩韓統一的內容移除，而自2024年1月11日開始，祖國和平統一委員會旗下運營網站亦出現無法存取的現象。2024年1月15日，北韓舉行第十四次最高人民會議第十次會議，會議宣佈通過《廢除朝鮮民主主義人民共和國祖國和平統一委員會、民族經濟合作局和金剛山旅游局》決議，祖國和平統一委員會至此被執行廢除解散。
對此，韓聯社的分析認爲，北韓正在調整對南韓的策略並正在整編這些主對南韓的外宣機構。而南華早報認爲，金正恩正在做好兩韓開戰的準備，並引述南韓統一研究院的官員發言，稱北韓已經放棄兩韓統一並將兩韓之間的關係正式定調爲國與國的關係，由此北韓在2024年對南韓可能會採取更強烈的攻勢行動。